# Wathermal
Ne doit pas être confondu avec Watermael.
Wathermal (en Luxembourgeois: Wattermol) est un village de la commune belge de Gouvy situé en Région wallonne dans la province de Luxembourg.
Avant la fusion des communes, Wathermal faisait partie de la commune de Beho.

## Situation
Wathermal est un petit village frontalier avec le Grand-Duché de Luxembourg. Il se trouve près du village d'Ourthe non loin de la source de l'Ourthe orientale.

## Histoire et description
Wathermal est citée comme villa royale dans des documents du IXe siècle: En 888, le roi Arnulf confirmait au couvent de Ste. Marie d´Aix-La-Chapelle ses proprietés à "Wactarmala". Le site de la chapelle Saints-Hubert et Antoine est remarquable. Situé sur un éperon rocheux, la chapelle blanche entourée d'un petit cimetière et d'un mur de schiste se dresse au-dessus d'un étang et d'un vallon verdoyant. La tour avec des murs d'une épaisseur d'un mètre et demi serait d'origine romane tandis que le corps du bâtiment remonterait au XVIIIe siècle.
On peut aussi découvrir dans le village et aux alentours plusieurs vieilles bâtisses joliment fleuries durant l'été, une autre chapelle, des croix ainsi que plusieurs bornes frontalières en fonte.

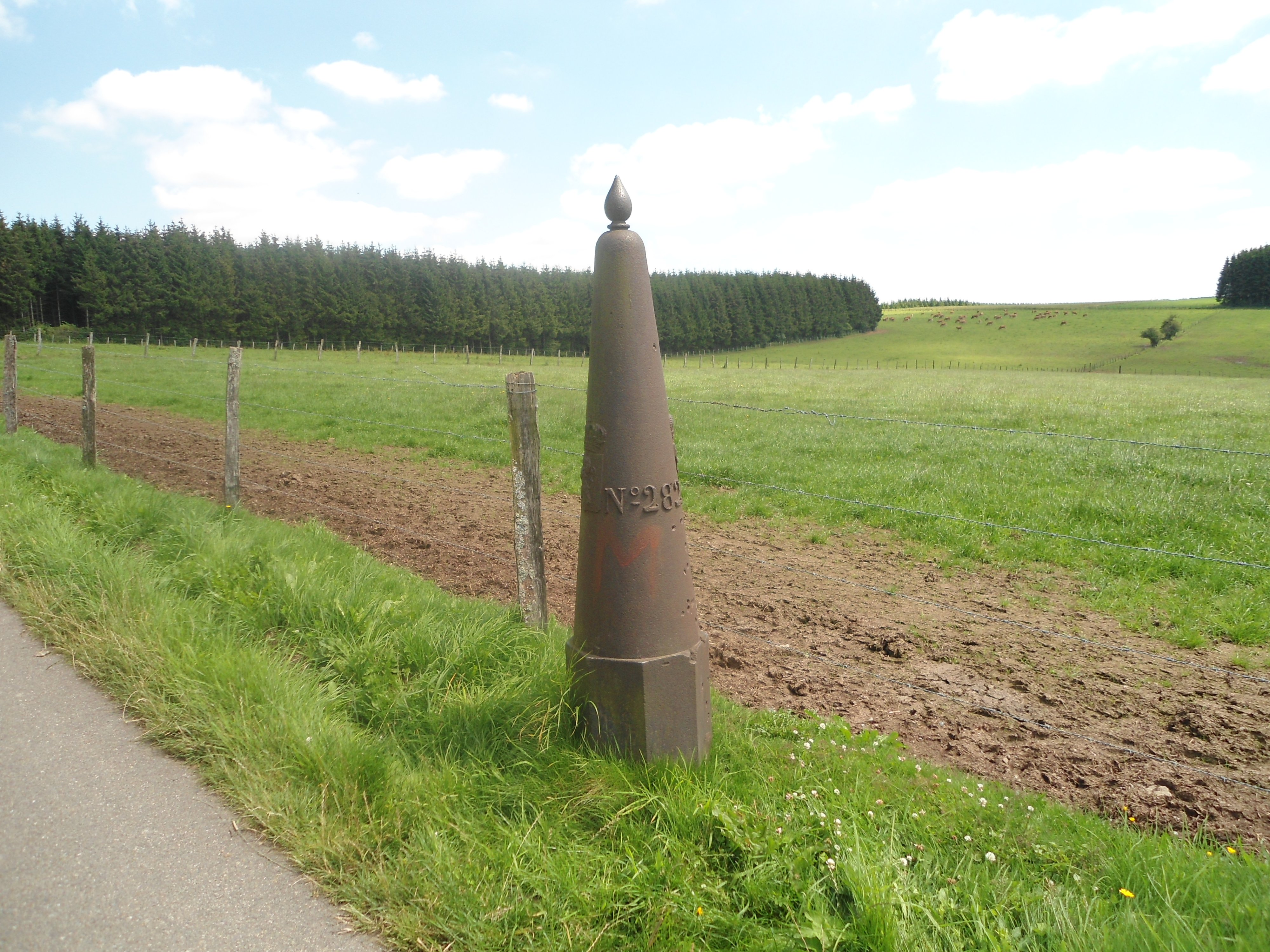
Une borne frontalière en fonte

## Activités et loisirs
Au début du mois de juillet, une fête de la truite est organisée. Elle consiste en un concours de pêche et en d'autres festivités villageoises.
Le sentier de grande randonnée 57 traverse Wathermal en passant devant la chapelle Saints Hubert et Antoine.